# Rišon le-Cijon
Rišon le-Cijon (hebrejsky  ראשון לציון, doslova První k Sijónu, v oficiálním přepisu do angličtiny Rishon LeZiyyon, přepisováno též Rishon LeZion nebo Rishon LeTzion, neformálně nazýván jen Rišon) je město v Centrálním distriktu Státu Izrael. K roku 2013 žilo ve městě 240 700 obyvatel a šlo tak o čtvrté nejlidnatější město v Izraeli.

## Etymologie

Rišon le-Cijon na archivním snímku z roku 1937

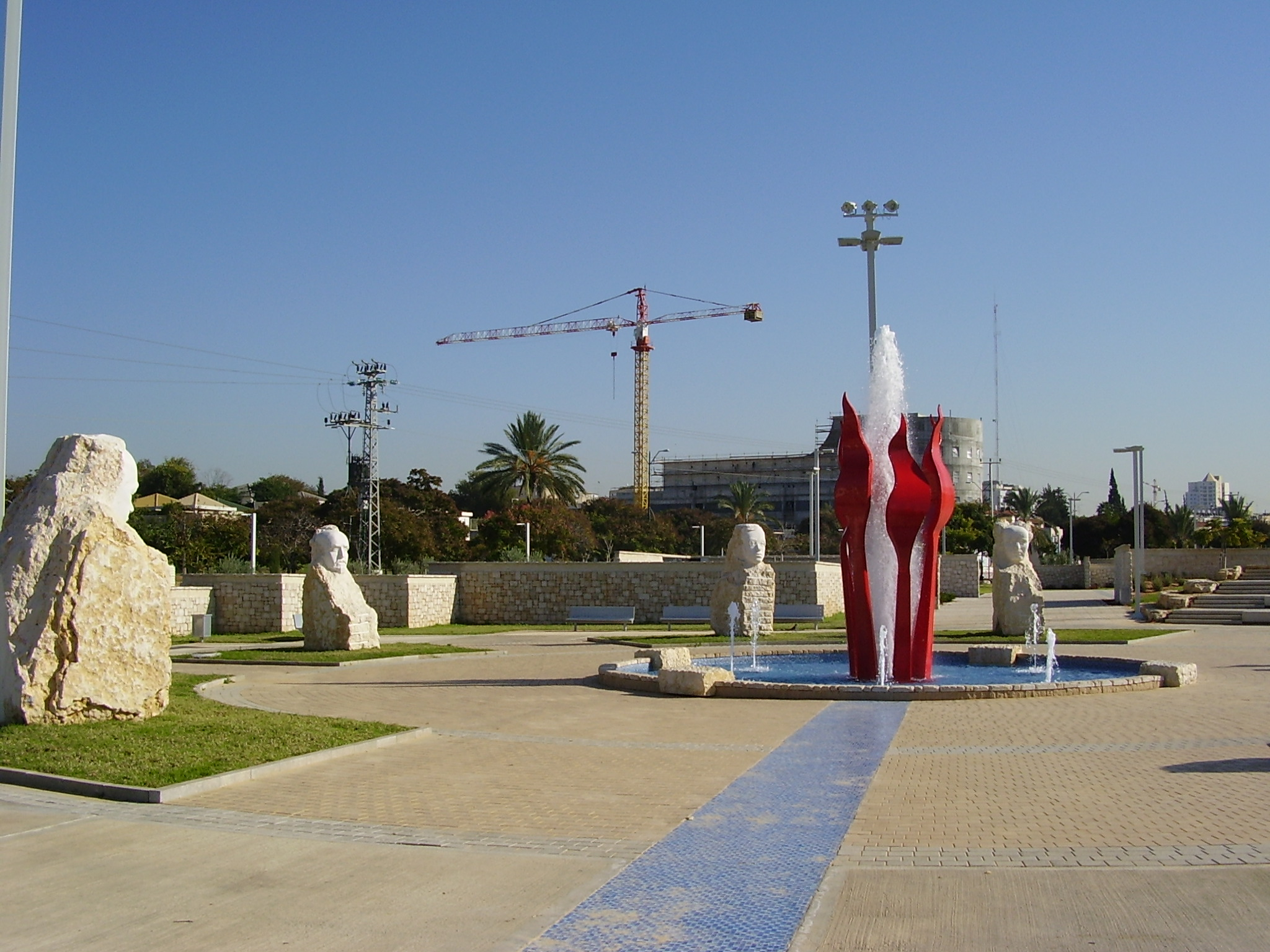
Fontána a park v centru města

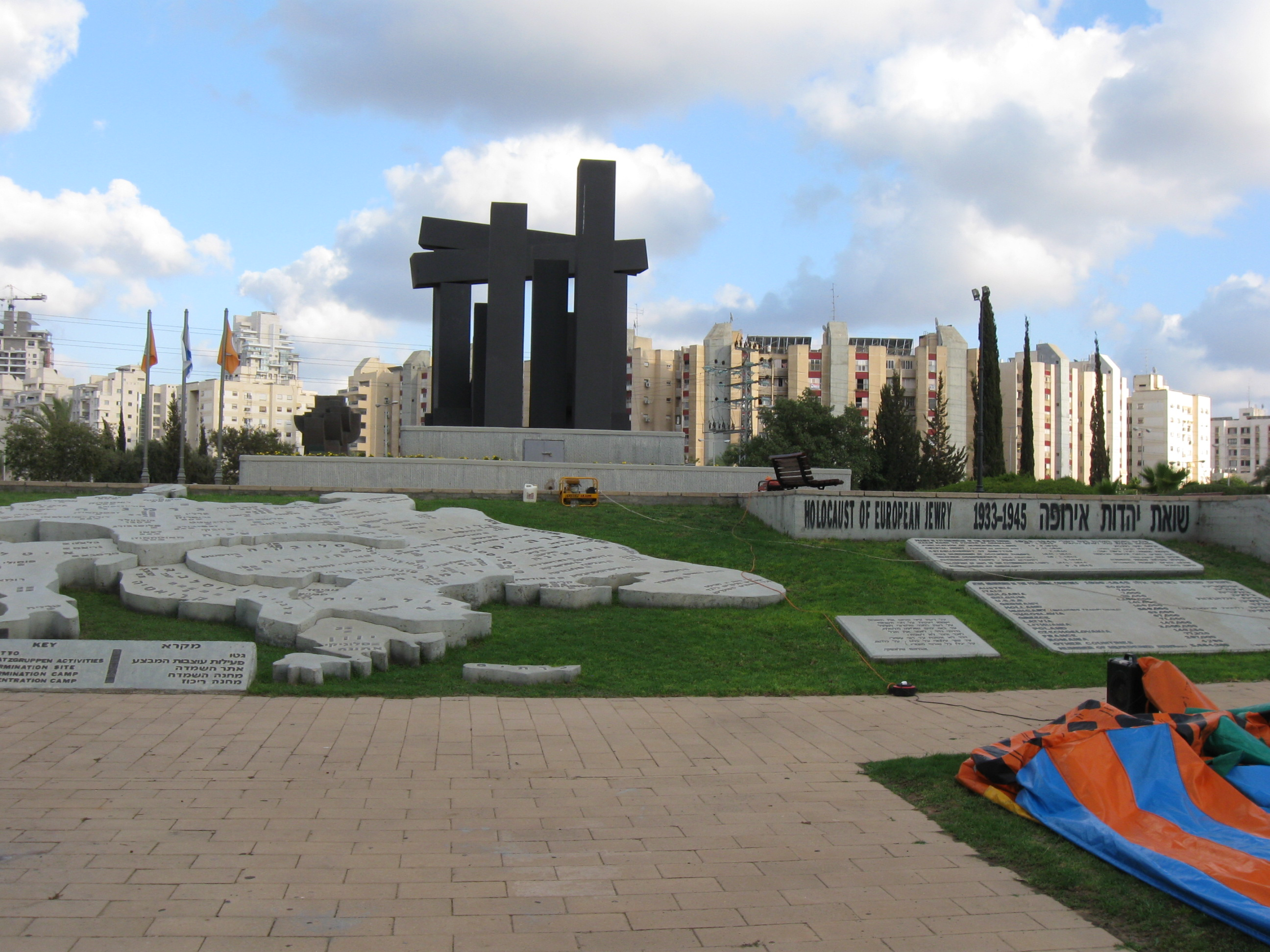
Zástavba v Rišon le-Cijon a památník holokaustu

Název města je odvozen z biblického verše: Já první zvěstuji Sijónu: „Hle, už tu jsou!“ a Jeruzalému dám toho, jenž nese radostnou zvěst (Iz 41,27). Jméno tak odkazuje na fakt, že Rišon le-Cijon byl jedním z prvních novodobých sídel Židů ve Svaté zemi.

## Dějiny
Rišon le-Cijon byl založen 31. července 1882 židovskými emigranty z Charkova (tehdy součástí Ruského impéria), jako druhá z novodobých židovských osad v dnešním Izraeli (po Petach Tikva). První osadníci měli četné potíže: půda byla písčitá, voda vzácná a oni sami neměli zkušenosti se zemědělstvím. 23. února 1883 se osadnickému předvoji podařilo narazit na vodní pramen, čímž se otevřela možnost pro intenzivní zemědělskou kolonizaci. Osada se začala rozvíjet až díky podpoře barona Edmonda Rothschilda, významným odvětvím se stalo vinařství. Roku 1886 byla otevřena první hebrejská škola, roku 1898 první hebrejská mateřská škola. V roce 1900 měla osada 526 obyvatel, o půlstoletí později v roce 1948 10 000. Od roku 1922 měla status místní rady (malého samosprávného města).
Po vyhlášení nezávislosti státu Izrael začal prudký rozvoj města, v dnešní době slouží především jako obytná oblast pro lidi pracující v Tel Avivu. 18. srpna 1950 byl povýšen na město. Jedním z tradičních odvětví místní ekonomiky je dodnes vinařství, své sídlo zde má největší izraelská vinařská společnost Carmel. Město má vlastní průmyslovou zónu, důležité jsou také finanční služby a obchod. Nachází se zde mnoho památek na první novodobé židovské osadníky: Stará studna, Velká synagoga, první hebrejská škola aj. Každoročně se zde pořádá festival vína, nachází se zde také jedno z největších kulturních center: Hejchal ha-Tarbut. Východně od města se rozkládá průmyslová zóna Crifin a Nemocnice Asaf ha-Rofe.

## Geografie
Leží v nadmořské výšce 40 metrů v jižní části aglomerace Guš Dan, jižně od Tel Avivu v rovinaté pobřežní planině.
Město je na dopravní síť napojeno soustavou četných dálničních tahů. Jde zejména o dálnici číslo 4, dálnici číslo 20 a dálnici číslo 44. Na jihu města se s nimi kříží nová dálniční komunikace silnice číslo 431. K jihu z města vybíhá ještě dálnici číslo 42.
Město se počátkem 21. století dočkalo i vlakového spojení. Prochází tudy krátká železniční trať Tel Aviv-Rišon le-Cijon, na níž se nalézá železniční stanice Rišon le-Cijon ha-Rišonim. Výhledově má být protažena k západu. Od roku 2011 pak přibylo další vlakové spojení, když byla postavena železniční trať Tel Aviv – Bnej Darom sledující těleso dálnice číslo 20, na níž se nachází železniční stanice Rišon le-Cijon Moše Dajan.

## Demografie
Podle údajů z roku 2009 tvořili naprostou většinu obyvatel Židé – přibližně 213 300 osob (včetně statistické kategorie „ostatní“, která zahrnuje nearabské obyvatele židovského původu, ale bez formální příslušnosti k židovskému náboženství, přibližně 228 100 osob).
Jde o obec velkoměstského typu s dlouhodobě rostoucí populací. K 31. prosinci 2014 zde žilo 240 700 lidí. Po Jeruzalému, Tel Avivu a Haifě jde o čtvrté nejlidnatější město Izraele.
| Rok  | Obyvatelé |
| ---- | --------- |
| 1948 | 10 433    |
| 1949 | 15 000    |
| 1950 | 18 000    |
| 1951 | 20 000    |
| 1952 | 20 500    |
| 1953 | 20 500    |
| 1954 | 21 000    |
| 1955 | 21 500    |
| 1956 | 22 600    |
| 1957 | 24 100    |
| 1958 | 25 300    |
| 1959 | 26 600    |

| Rok  | Obyvatelé |
| ---- | --------- |
| 1960 | 27 300    |
| 1961 | 28 500    |
| 1962 | 30 000    |
| 1963 | 32 100    |
| 1964 | 33 900    |
| 1965 | 36 500    |
| 1966 | 38 400    |
| 1967 | 40 000    |
| 1968 | 42 000    |
| 1969 | 44 100    |
| 1970 | 46 500    |
| 1971 | 50 400    |

| Rok  | Obyvatelé |
| ---- | --------- |
| 1972 | 51 900    |
| 1973 | 58 600    |
| 1974 | 63 800    |
| 1975 | 68 300    |
| 1976 | 73 500    |
| 1977 | 79 100    |
| 1978 | 83 800    |
| 1979 | 87 800    |
| 1980 | 92 000    |
| 1981 | 95 500    |
| 1982 | 100 500   |
| 1983 | 102 200   |

| Rok  | Obyvatelé |
| ---- | --------- |
| 1984 | 109 600   |
| 1985 | 112 300   |
| 1986 | 116 500   |
| 1987 | 122 300   |
| 1988 | 123 800   |
| 1989 | 129 400   |
| 1990 | 139 500   |
| 1991 | 145 600   |
| 1992 | 150 400   |
| 1993 | 154 300   |
| 1994 | 160 200   |
| 1995 | 165 194   |

| Rok  | Obyvatelé |
| ---- | --------- |
| 1996 | 169 503   |
| 1997 | 178 125   |
| 1998 | 188 194   |
| 1999 | 197 700   |
| 2000 | 202 209   |
| 2001 | 207 873   |
| 2002 | 211 600   |
| 2003 | 214 600   |
| 2004 | 217 400   |
| 2005 | 219 500   |
| 2006 | 222 000   |
| 2007 | 224 300   |

| Rok  | Obyvatelé |
| ---- | --------- |
| 2008 | 226 800   |
| 2009 | 228 200   |
| 2010 | 231 000   |
| 2011 | 232 400   |
| 2012 | 235 100   |
| 2013 | 237 600   |
| 2014 | 240 700   |
| 2015 | 244 000   |
| 2016 | 247 300   |
| 2017 | 249 900   |
| 2018 | 251 700   |
| 2022 | 258 535   |

## Partnerská města
- Brašov, Rumunsko
- Debrecín, Maďarsko
- Gondar, Etiopie
- Charkov, Ukrajina
- Kirjat Šmona, Izrael
- Heerenveen, Nizozemsko
- Lublin, Polsko[7]
- Lvov, Ukrajina
- Essex County, USA
- Münster, Německo[7][8]
- Nîmes, Francie (1986)
- Prince Georges County, USA
- Prešov, Slovensko (2008)
- Petrohrad, Rusko
- Teramo, Itálie
- Tchien-ťin, Čína

Během války v Zálivu v roce 1991 navštívil Rišon le-Cijon překvapivě starosta Münsteru. Svojí nenadálou návštěvu zdůvodnil slovy, že „nemůže doma v klidu sedět, zatímco na jeho partnerské město dopadají rakety.“ Po dobu války pak žil v domě tehdejšího starosty Me'ira Nicana a doprovázel ho na místa zasažená iráckými Scudy.